# ادمات (إب)
ادمات هي إحدى قرى الجمهورية اليمنية. وهي تتبع جغرافيًا ل محافظة إب. وإداريًا ل مديرية السبرة. يبلغ تعداد سكانها 1720 نسمة حسب الإحصاء الذي أجري عام 2004.